# Mái Ấm Gia Đình 3: Bữa Cơm Tối
Mái Ấm Gia Đình 3: Bữa Ăn Tối ( tiếng Trung: 愛·回家之八時入席 ; nghĩa đen là "Tình Yêu Trở Về Nhà: Vào Chỗ Lúc 8 Giờ") là một bộ phim sitcom Hồng Kông mỗi tập nửa tiếng, chiếu hàng ngày vào năm 2016 do TVB phát hành và Law Chun-ngok làm giám chế sản xuất, người cũng đã sản xuất hai bộ phim Mái Ấm Gia Đình trước đó. Phim được bắt đầu quay vào tháng 3 năm 2016 và  cuốn chiếu khi nó được phát sóng. Bộ phim khởi chiếu vào ngày 4 tháng 4 năm 2016, phát sóng từ thứ Hai đến thứ Sáu hàng tuần trên các kênh TVB Jade của Hồng Kông, Astro Wah Lai Toi của Malaysia và TVBJ của Úc trong khung giờ 8:00-8:30 tối, dự kiến có 120 tập. Vào ngày 17 tháng 8 năm 2016, đã ra thông báo rằng số tập sẽ được tăng lên thành 200 tập.
Mái Ấm Gia Đình 3: Bừa Ăn Tối là phần tiếp theo gián tiếp của hai phần phim trước đó có cũng tên "Mái Ấm Gia Đình". Bộ phim này không có mối liên hệ nào với hai phần phim có cùng tên trước đó. Diễn viên duy nhất của loạt phim trước trở lại là Quách Thiếu Phân, nhưng cô đóng một nhân vật hoàn toàn khác trong Mái Ấm Gia Đình 3: Bữa Cơm Tối.
Bộ phim này tập trung xoay quanh các nhân viên làm việc trong  một đài truyền hình hư cấu ở Hồng Kông và cuộc sống gia đình cá nhân của họ.

## Tóm tắt
Quản lý có thâm niên ở phòng kê toán của TVI (Television International) Lâm Tiểu Tiểu (Mao Thuấn Quân) gặp Giám đốc sản xuất của TVI Cổ Hiểu Thần (Lê Diệu Tường) khi anh ấy gọi cô ấy đến tham dự một cuộc họp, để hỏi tại sao các đề xuất mua thiết bị làm việc  của anh ấy không được phê duyệt ngân sách. Tiểu Tiểu bình tĩnh giải thích rằng do những sai sót mà trợ lý Đường Trung Thư (Mã Quán Đông) của anh đã mắc phải trong việc thực hiện các thủ tục giấy tờ, rằng họ đã bỏ lỡ hạn cuối trước khi đợt duyệt tài chính cuối quý, và bộ phận kế toán sẽ không chấp thuận bất kỳ yêu cầu ngân sách mới nào. Hiểu Thần, người nổi tiếng là một ông xếp khó chịu, anh đã yêu cầu giải quyết vấn đề ngay lập tức, nhưng Tiểu Tiểu nói với anh ấy rằng hãy lên lịch một cuộc họp khác với cô ấy vì đã muộn và gần đến hết giờ làm việc. Không vừa lòng với lý do này, Hiểu Thần chế nhạo Tiểu Tiểu vì rời khỏi chỗ làm việc mà chưa giải quyết xong vấn đề. Lời phê bình của Hiểu Thần phản tác dụng khi Tiểu Tiểu chế nhạo lại anh khi ám chỉ rằng bộ phận của anh không có tổ chức và còn nói với anh rằng vị trí thư ký điều hành dành trong bộ phận của anh đã để trống quá lâu vì không ai muốn làm việc cho anh.
Hiểu Thần tìm cách để nhờ Tiểu Tiểu giải quyết các vấn đề về hóa đơn cho bộ phận của mình khi anh ấy ẩn ý rằng công việc của người bạn thân nhất của cô là Triệu Lệ Hồng (Thang Doanh Doanh) có thể được anh giải quyết cho nghỉ việc. Kể từ đó, Tiểu Tiểu cho rằng Hiểu Thần có thành kiến với cô và muốn đáp trả lại cô vì những lời xúc phạm của cô ấy đã nói trong cuộc họp trước đó. Còn Lệ Hồng, một nhân viên ngang bướng và lười biếng, thì bắt đầu làm việc chăm chỉ hơn, vì cô ấy biết rằng cô ấy có thể bị mất việc. Chứng kiến sự thành công của Hiểu Thần trong việc khiến Lệ Hồng thay đổi, Tiểu Tiểu hỏi anh cho lời khuyên về cách xử lý Lệ Hồng, vì chú cô là thợ trang điểm thất nghiệp, Lâm Dĩ Mặc (Trần Quốc Bang), người sống cùng nhà với cô, có tính cách tương tự Lệ Hồng.  Tiểu Tiểu biết rằng Hiểu Thần có một khía cạnh ôn hoà hơn khi cô tình cờ gặp cha anh Cổ Lực Hành (Chung King-fai) sau khi cô bị mất điện thoại di động.
Tiểu Tiểu đã bị đồng nghiệp của mình đánh lừa để chuyển cô khỏi phòng kế toán khi cô nghĩ rằng sẽ có ai đó phải bị sa thải vì vấn đề ngân sách của công ty. Vì lòng tốt của cô dành cho đồng nghiệp của mình, cô đã tình nguyện rời khỏi bộ phận kế toán và xin phỏng vấn ở tất cả các vị trí đang tuyển người trong TVI, thậm chí cả vị trí thư ký điều hành lâu ngày vẫn để trống chưa ai ứng tuyển của Hiểu Thần. Trong buổi phỏng vấn, Tiểu Tiểu không trong mông Hiểu Thần nhận cô vì những cuộc đụng độ trong quá khứ của họ, vậy nên cô đã đưa ra những ý kiến trung thực của mình về anh và bộ phận của anh trong buổi phỏng vấn đó.  Tiểu Tiểu đã rất đau lòng khi cô biết đồng nghiệp của mình đã muốn  nhận lấy vị trí của cô ở phòng kế toán, tuy nhiên ngày hôm đó của cô đã kết thúc một cách tốt đẹp khi Hiểu Thần đưa ra đề nghị cho cô vào vị trí thư ký điều hành và cho cô biết mức lương của cô ấy sẽ cao hơn những gì cô ấy hiện đang làm với tư cách là một kế toán.

## Diễn viên

### Diễn viên chính
- Mao Thuấn Quân trong vai Lâm Tiểu Tiểu (林 小小)
- Lê Diệu Tường trong vai Cổ Hiểu Thần (古 曉 臣)
- Trần Quốc Bang trong vai Lâm Dĩ Mặc (林 以 默)
- Thang Doanh Doanh trong vai Triệu Lệ Hồng (趙麗虹)
- Chung King-fai trong vai Cổ Lực Hành (古力 行)
- Quách Thiếu Phân trong vai  Văn Phi Phi (雲飛飛)
  - Trần Oánh trong vai Văn Phi Phi (青年) thời trẻ
- Lý Thiên Tường trong vai Ryan Cha Wai-yan (卓威 仁)
- William Hu trong vai Chiêu Vỹ (招 偉)
- Mã Quán Đông trong vai Đường Trung Thư唐中 書)
- Amisha Ng trong vai Ka Lei (嘉莉)
- Châu Gia Lạc trong vai A Đồng (阿 潼)
- Thiệu Bội Thi onica Shiu trong vai Ân Ân (殷 欣)
- Ngô Vĩ Hào trong vai Lâm Hoà (林 禾)
- Jessica Kan trong vai Elsa (袁 冰冰)

### Diễn viên phụ
- Kimmy Kwan trong vai Daisy (劉愛思)
- Jan Tse trong vai Christy
- Âu Thoại Vỹ trong vai KC
- Lý Vĩ Kiện trong vai Terry
- Hebe Chan trong vai Bonnie (劉 可 怡)
- Aurora Li trong vai蚊 蚊(施 敏)
- Thang Lạc Văn trong vai Yan
- Nguyễn Chính Phong trong vai 阿齊(鍾 齊)
- Glen Lee trong vai 明哥(江 明)
- Stephen Ho trong vai 申 監製(申 聲)
- Joseph Yeung trong vai Wilson (時 天 信)
- Lâm Thục Mẫn trong vai Dina
- Trần Vỹ Kỳ trong vai Coco
- KK Cheung trong vai Jason Yu (余 總理)

### Khách mời
- Huỳnh Thu Sinh với tư cách là chính anh ấy

## Sự phát triển
- Vào đầu tháng 2 năm 2016, TVB đã ra thông báo rằng loạt phim nổi tiếng Mái Ấm Gia Đình sẽ kết thúc với tập cuối cùng sẽ được phát sóng vào ngày 1 tháng 4 năm 2016 và thông báo Lê Diệu Tường và Mao Thuấn Quân sẽ diễn chính cho loạt phim tiếp quản khung thời gian sắp tới.[2]
- Trần Quốc Bang đã từ chối gia hạn hợp đồng với TVB vào tháng 10 năm 2015 để tìm kiếm lựa chọn công việc khác bên ngoài TVB nhưng quyết định quay trở lại TVB khi nữ chính Mao Thuấn Quân đề nghị cho anh một vai trong bộ phim sitcom mới.[3]

## Trích dẫn
1. ↑   黎耀祥望毛舜筠留低繼續拍劇 hk.on.cc (bằng tiếng Trung Quốc). Retrieved April 8, 2016
2. ↑   “Come Home Love” To Air Series Finale In April. Retrieved April 8, 2016
3. ↑   Lưu trữ ngày 16 tháng 1 năm 2017 tại Wayback Machine 相隔27年再續姊弟情 陳國邦為毛姐甘願捱罵 yahoo.com. Retrieved April 8, 2016